# HMNB Portsmouth

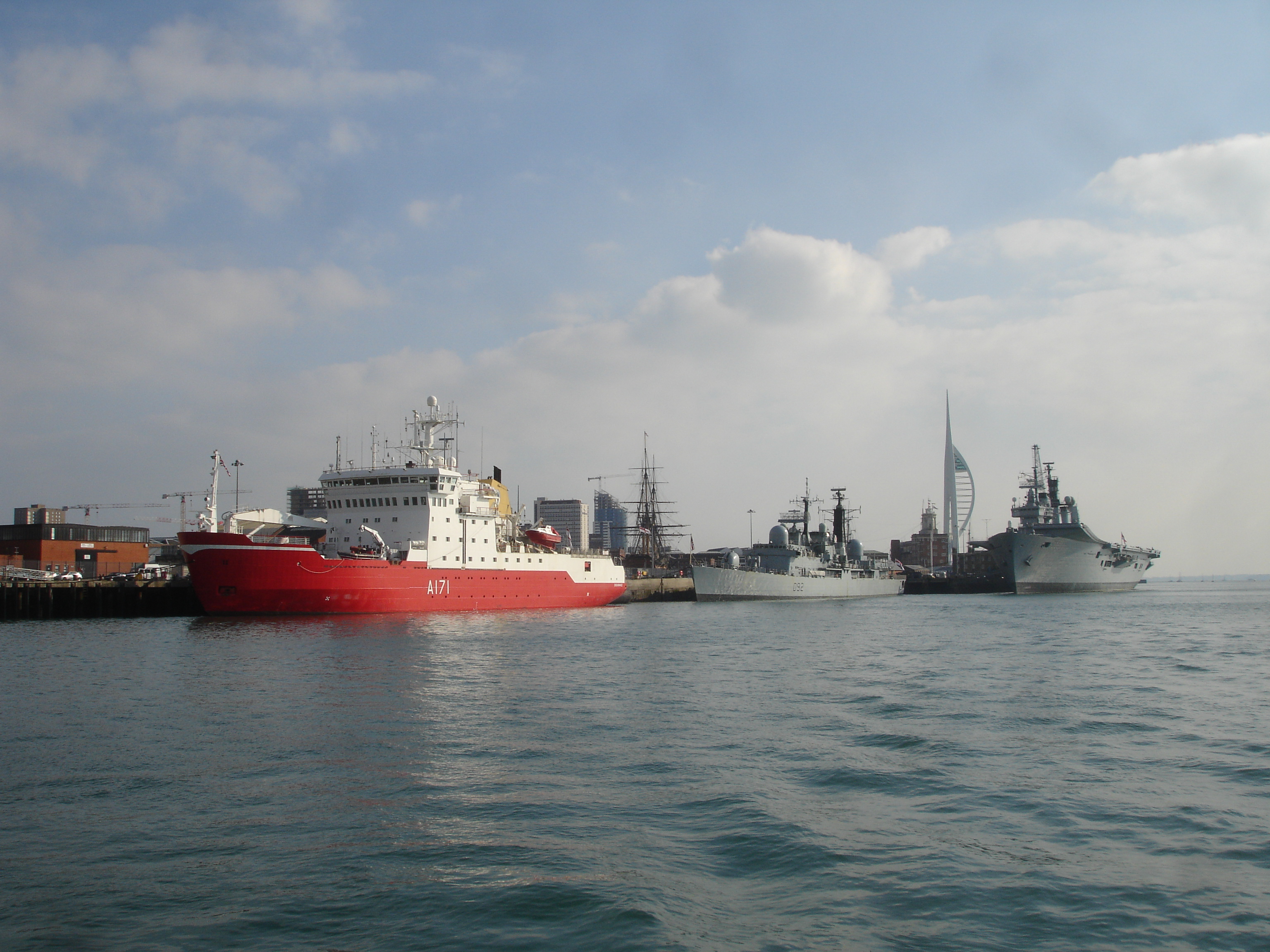
Barcos ancorados no HMNB Portsmouth.

Her Majesty's Naval Base (HMNB) Portsmouth (HMS Nelson; em português: "Base Naval de Sua Majestade de Portsmouth") é uma das três bases operacionais da Marinha Real Britânica (sendo as outras duas HMNB Clyde e HMNB Devonport). A base naval de Portsmouth está localizada na costa oriental do Porto de Portsmouth e faz parte da cidade de Portsmouth, estando situado ao norte do Solent e da Ilha de Wight.
A base abriga o mais antigo Drydock do mundo, além de ser o porto base para 66% da frota de superfície da Marinha Real, incluindo dois porta-aviões (HMS Ilustre e HMS Ark Royal). A base é o lar de uma série de atividades comerciais, incluindo a construção e reparação naval, logística naval, alojamento e messe (emitido pelo BVT Surface Fleet); e apoio ao pessoal (por exemplo, apoio médico e odontológico, de educação, pastoral e de bem-estar) fornecido pelo Ministério da Defesa. A base é a mais antiga da Marinha Real, e tem sido uma parte vital da sua história e da defesa das ilhas britânicas ao longo de vários séculos e foi o maior complexo industrial do mundo  A Base Naval é também a casa do Portsmouth Historic Dockyard que permite, ao público, visitar as mais importantes atrações marítimas, como o Mary Rose, HMS Victory e HMS Warrior.
Em 2006, o Ministério da Defesa anunciou uma revisão que seria realizada para analisar o futuro das três bases navais. A revisão da Base Naval foi destinada a examinar o futuro a longo prazo das necessidades da Marinha Real, com o resultado mais provável de se manter as atuais três bases navais, mas com capacidade reduzida, em cada uma, ou fechar uma das duas na costa sul da Inglaterra. Os resultados da revisão, lançados em 2007, não previram o encerramento de bases.
O comandante da base é Commodore Rob Thompson.
O porto está sob o controle do Queen's Harbour Master, sendo atualmente o comandante Steve Hopper, que é a autoridade reguladora do porto de Portsmouth Dockyard, uma área de cerca de 130 quilómetros quadrados que engloba o Porto de Portsmouth e do Leste de Solent. Os movimentos de frete são manipulados por uma equipa de pilotos almirantado, chefiada pelo piloto-chefe do Almirantado, Anthony Bannister.
A base naval emprega 17.200 pessoas. Portsmouth vai ajudar a construir e ser a casa dos dois novos porta-aviões da Marinha Real pedidos em 2008, o HMS Queen Elizabeth e o HMS Prince of Wales. Isso garante o futuro da base para os próximos 40 anos e irá revitalizar o setor da construção naval na cidade.

## Futura leitura
- Stephen Courtney, Brian Patterson - Home of the Fleet: A Century of Portsmouth Royal Dockyard in Photographs (Sutton Publishing, 2005) ISBN 0-7509-2285-0